# ドラキュラの客
『ドラキュラの客』（ドラキュラのきゃく、原題：Dracula's Guest）は、アイルランド（イギリス）の小説家ブラム・ストーカーによる短編怪奇小説（ゴシックホラー）。ストーカーの死後の1914年に短編集『ドラキュラの客』の表題作として出版された。トランシルヴァニアへ向かう途中のあるイギリス人青年がミュンヘン近郊でワルプルギスの夜に遭遇した怪奇現象が展開される一人称小説である。
本作は元はストーカーの代表作『吸血鬼ドラキュラ』（1897年）の第1章として執筆されたものであったが、出版社の要求によって出版時に削除されたものを、短編小説として刊行されたものである。

## あらすじ
ある人物と会うため、トランシルヴァニアへ向かう途中のあるイギリス人青年は、ドイツ・ミュンヘン近郊を馬車で移動していた。青年はある横道が気になり、その先に行きたいと御者に命令するが、彼は今日はワルプルギスの夜であるとし、怯えながら断る。青年はこの先には何があるのかを尋ねると、御者は穢れた廃村があると答える。気になった青年は馬車を降りると一人で横道を進むことを決めるが、その際、離れた丘の上に長身痩躯の男の影を見る。
しばらく道を進むと雪が降り始め、吹雪となって、あたりはすぐに銀世界となる。やがて集落の廃墟を見つけ、青年が何気なく探索しているといつの間にか墓地に出て吹雪は止む。そこには大理石でできた一際立派な大きな墓があり、ドリンゲン伯爵夫人という文字が刻まれている。また、墓石には何故か大きな鉄の杭が突き刺さっていた。不気味な雰囲気に青年は後悔し始め、帰ろうかと考えていると、再び嵐が起こり、今度は大粒の雹に襲われる。青年は墓の中に入れる入口を見つけ、避難のため、その中へと入る。
青年は稲光が差し込む内部にて、眠っているような美しい女性の遺体を見つける。その瞬間、謎の怪力に掴まれて墓の外へと放り出される。同時に雷が墓石に刺さった鉄杭に落ち、墓は崩壊する。あの女性の遺体は炎に包まれているが、死人のはずなのに苦悶の表情を浮かべ、苦痛の悲鳴を上げている。青年は再び謎の力に引きずられ、オオカミの遠吠えを聞きながら意識を失う。
倦怠感の中、青年が目を覚ますと大きなオオカミに伸し掛かられ、首筋を舐められている。あまりの恐怖に怯えていたところ、松明を持った騎兵隊が駆けつけ、オオカミを追い払う。オオカミを追った一人は途中で追跡を諦めて戻ってくるが「あれはオオカミであってオオカミではない」「神聖な弾丸が必要だ」と不可思議な言葉を漏らす。大理石の墓には血の痕があったが、青年には出血が見られず、あのオオカミは彼を襲ったのではなく守っていたと気づく。
青年がホテルに戻ってくると、ホテルマンよりトランシルヴァニアで待つ相手より電報が届いていると連絡を受ける。それは雪とオオカミと夜の危険を警告するドラキュラ伯爵からのものであった。 

## 制作背景
本作は『吸血鬼ドラキュラ』の出版にあたって、出版社が削るように要求した本来の第1章であったと一般に考えられている。
ストーカーの未亡人のフローレンスは、短編集『ドラキュラの客』のオリジナル版の序文において、「この本にはこれまで未発表であったドラキュラのエピソードを追加しました。長いとして削除されてしまった部分でしたが、夫の代表作とされる作品であり、多くの読者にとって興味深いものになるでしょう」と記している。
レスリー・S・クリンガーは、2008年の自著『The New Annotated Dracula』（新釈ドラキュラ）の執筆中に、ストーカーの『吸血鬼ドラキュラ』の草稿に触れる機会を得たが、そこから『ドラキュラの客』が削除された証拠を見つけた。例えば、草稿版にはジョナサンの「灰色のオオカミのヤスリのような舌で舐められた喉元がまだ痛い」というセリフがあったり、完成稿の第1章と第2章が、草稿ではそれぞれ「ii」と「iii」と表記されていた。ここからクリンガーは以下のように結論づけている。
さらに完成稿から削除されたものとしては、ジョナサンがドラキュラとの会話でミュンヘンでの冒険について言及したものがあった。また、ドラキュラの花嫁と出会った際の印象として、その美しさを、ワルプルギスの夜の墓で見た女性を想起させるという一文もあった。
スウェーデンの学者リカード・ベルグホーンは、スウェーデン語版『吸血鬼ドラキュラ』と知られる『闇の力』（1899年）に登場する女吸血鬼が、本作に登場する伯爵夫人と類似していると指摘し、同一人物とする説を唱えている。

## 『カーミラ』や他作品との関係
本作で叙述されるドリンゲン伯爵夫人の墓碑は、現在ではジョゼフ・シェリダン・レ・ファニュの『カーミラ』（1872年）のオマージュだと認識されている。『カーミラ』において、謎の少女カーミラの正体は最終的に吸血鬼カルンスタイン伯爵夫人マーカラと判明するが、ドリンゲン伯爵夫人との共通性が指摘されている。
また墓の裏側にロシア語で彫られた「死者は速やかに旅をせん（The dead travel fast）」は、ビュルガーの物語詩『レノーレ』からの引用である。
この文句は『吸血鬼ドラキュラ』の第1章にもジョナサンが乗車した馬車の御者（実はドラキュラ伯爵の変装）のセリフとして登場する。